# اولد هر بروک
اولد هر بروک (به انگلیسی: Old Hay Brook) رودخانه‌ای است که در انگلستان جریان دارد.